# Abstoma
Abstoma G. Cunn. – rodzaj grzybów z rodziny pieczarkowatych (Agaricaceae).

## Systematyka
Pozycja w klasyfikacji według Index Fungorum: Abstoma, Agaricaceae, Agaricales, Agaricomycetidae, Agaricomycetes, Agaricomycotina, Basidiomycota, Fungi.
Rodzaj Abstoma jest zaliczany według "Catalogue of Life: 2009 Annual Checklist" do rodziny Agaricaceae. Takson ten został wydzielony z rodzaju Disciseda (przewrotka) z powodu nieregularnego pękania okryw owocnika, w przeciwieństwie do tworzenia otworu (stomy) u przewrotek. 

## Gatunki
- Abstoma fibulaceum Sosin 1960
- Abstoma laevisporum J.E. Wright & V.L. Suárez 1990
- Abstoma pampeanum (Speg.) J.E. Wright & V.L. Suárez 1990
- Abstoma purpureum (Lloyd) G. Cunn. 1926
- Abstoma reticulatum G. Cunn. 1927
- Abstoma stuckertii (Speg.) J.E. Wright & V.L. Suárez. 1990
- Abstoma townei (Lloyd) Zeller 1947
- Abstoma verrucisporum J.E. Wright & V.L. Suárez 1990

Wykaz gatunków (nazwy naukowe) na podstawie Index Fungorum.